# Bunacaimb
Bunacaimb (Schots-Gaelisch: Bun na Caime) is een kustdorp in de Schotse lieutenancy Inverness in het raadsgebied Highland, gelegen tussen  Back of Keppoch en Portnaluchaig.